# Fagersta Stainless AB
Fagersta Stainless AB är en av de ledande tillverkarna i världen vad gäller rostfri valstråd och dragen tråd. Företaget bildades 1984, tidigare ingick verksamheten som en del i Fagersta Bruks AB där tillverkning av rostfritt stål inleddes 1921. Företaget har för närvarande cirka 280 anställda vid verket i Fagersta, som ligger vid Strömsholms kanal på det gamla bruksområdet. 
Fagersta Stainless AB ingick i ett delat ägarskap av Sandvik och Outokumpu fram till 2018 då Outokumpu köpte upp hela företaget. De drev företaget fram till 2023 i avsnittet långa produkter och gjorde bl.a en större investering i företagets valsverk. I januari 2023 köptes företaget upp av italienska Marcegaglia.    